# Maji (woreda)
Pour les articles homonymes, voir Maji, Dizi (langue) et Dizi (homonymie).
Maji (ou Dizi) est un woreda de la zone Mirab Omo de la région Éthiopie du Sud-Ouest.
Ce district a 31 088 habitants en 2007.
Bordé à l'est par l'Omo qui le sépare de la zone Debub Omo, il est entouré dans la zone Mirab Omo par Meinit Shasha, Bero et Surma. Le district  s'étend vers le sud jusqu'à la frontière internationale avec le Soudan du Sud.
La rivière Akobo, un sous-affluent du Nil Blanc, prend sa source dans le nord-ouest du district. En revanche tout l'est et le sud du district sont dans le bassin versant de l'Omo et en grande partie dans le parc national de l'Omo.
Tum est la principale agglomération du district avec 3 079 habitants en 2007, suivie par Maji  avec 1 759 habitants à la même date.
Tum, qui peut également s'appeler Tumi ou Tumo, est à environ 165 km de Mizan Aman par la route. Située dans le nord du district, une centaine de kilomètres au sud de Mizan Aman à vol d'oiseau, elle est desservie par un petit aéroport, Tum Airport (en), tandis que la ville de Maji se trouve une vingtaine de kilomètres plus au sud.
Comme toute la zone Mirab Omo, le district fait partie de la région des nations, nationalités et peuples du Sud jusqu'à la création de la région Éthiopie du Sud-Ouest en 2021.
En 2022, sa population est estimée à 47 168 personnes avec une densité de population de dix personnes par km2 et 4 670 km2 de superficie.